# Lardier-et-Valença
 Lardier-et-Valença  es una comuna y población de Francia, en la región de Provenza-Alpes-Costa Azul, departamento de Altos Alpes, en el distrito de Gap y cantón de Tallard. Está integrada en la Communauté de communes de Tallard-Barcillonnette.

## Demografía
| 147 | 157 | 134 | 145 | 176 | 198 |
| Para los censos de 1962 a 1999 la población legal corresponde a la población sin duplicidades (Fuente: INSEE [Consultar]) |     |     |     |     |     |